# Shigeko Higashikuni
Shigeko Higashikuni (東久邇成子, Higashikuni Shigeko), née le 6 décembre 1925 à Tokyo au Japon et décédée d'un cancer de l'estomac à l'âge de 35 ans le 23 juillet 1961 à Bunkyō, est la première fille de l'empereur Shōwa et de l'impératrice Kōjun. Mariée au prince Morihiro Higashikuni, elle est la sœur aînée de l'empereur Akihito,.

## Biographie

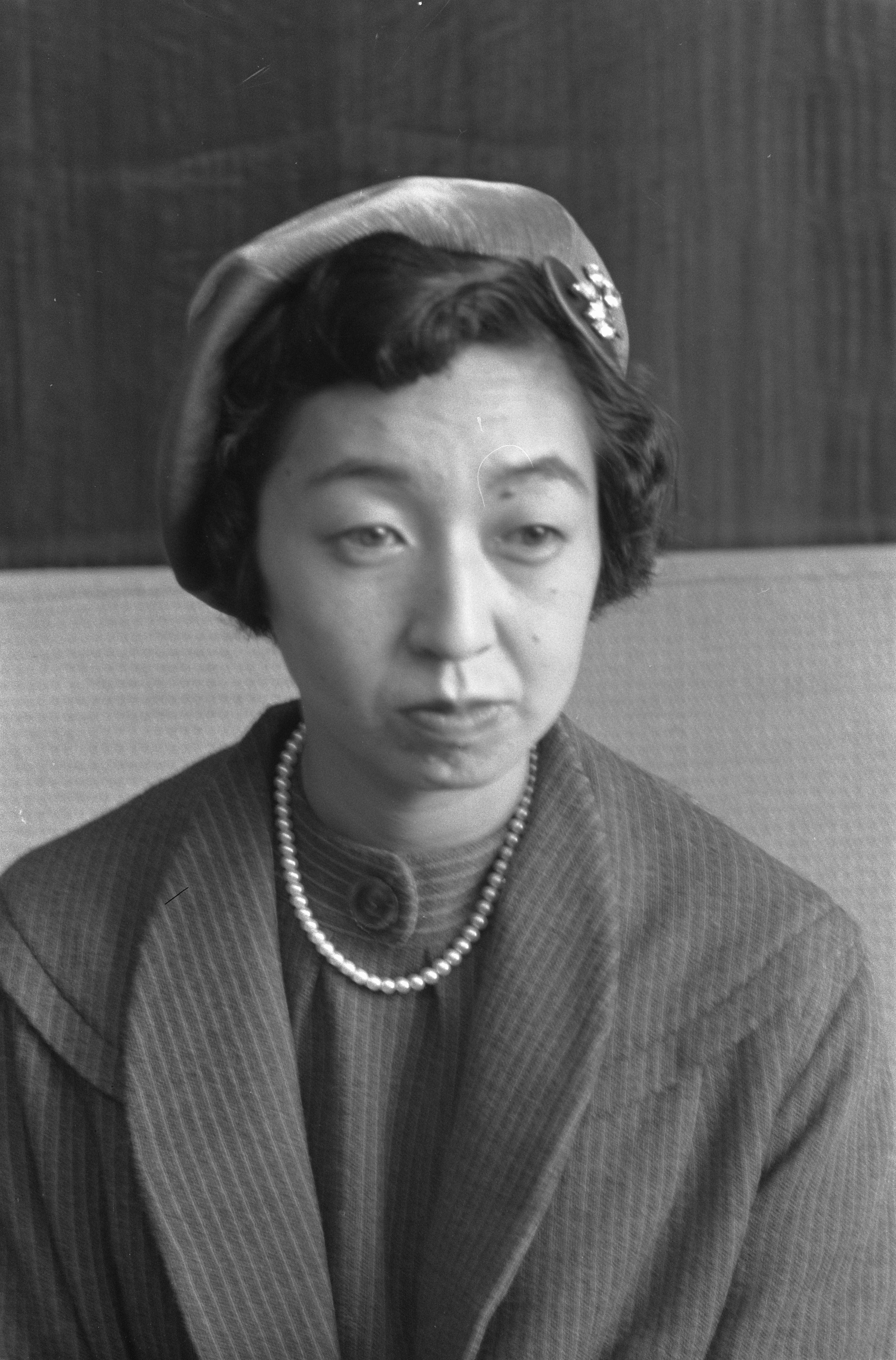
Shigeko Higashikuni en 1959

La princesse Shigeko est née à Tokyo quand son père était encore prince régent. Pendant son enfance elle porte le titre Shigeko, princesse de Teru (照宮成子内親王, Teru no miya Shigeko Naishinnō). Comme c'était la tradition à l'époque, elle ne fut plus élevée par ses parents biologiques après l'âge de trois ans, mais par une succession de dames de cour dans un palais séparé construit pour elle et ses sœurs dans le quartier de Marunouchi à Tokyo à partir de 1930. L'empereur Shōwa s'opposa à ce déménagement, mais il ne put défier la tradition de la cour. Elle est diplômée de cuisine et de littérature à l'école Gakushūin.
Le 9 mai 1939, la princesse Shigeko utilise la ligne ferroviaire Chōshi(銚子電気鉄道) pour revenir d'une sortie scolaire.
En 1941, elle se fiance officiellement avec le fils aîné et héritier du prince Naruhiko Higashikuni, le prince Morihiro Higashikuni. Les deux mariés étaient cousins germains. Le couple se marie officiellement en 1943 et son appellation devint Shigeko, Princesse Morihiro de Higashikuni (盛厚王妃成子内親王, Morihiro-ōhi Shigeko Naishinnō). Étant donné que le mariage se déroula pendant la Seconde Guerre mondiale, la cérémonie et les dépenses furent réduites au minimum, et elle porta un kimono jūnihitoe(十二単) appartenant à sa mère, l'impératrice Kōjun, plutôt que de faire confectionner des habits spécialement pour l'occasion.
En août 1947, elle et sa famille furent réduits au statut de citoyens ordinaires avec l'abolition des titres de noblesse par les forces alliées. Avec la montée de l'inflation après-guerre, les impôts élevés, et l'échec des entreprises commerciales de son mari, la famille Higashikuni fut réduite à la pauvreté. En janvier 1958, elle accepta une offre de la chaîne de télévision nationale, NHK, pour apparaître en direct devant un public et expliquer les règles du jeu de cartes Uta-garuta utilisé pendant le nouvel an et d'autres cérémonies royales. Elle tomba malade en 1960, se plaignant de douleurs à l'estomac, avant que l'on lui diagnostique un cancer. Hospitalisée à l'hôpital de l'agence impériale à Tokyo, elle meurt le 23 juillet 1961. Sa tombe se trouve au cimetière royal de Toshimagaoka  dans le quartier de Bunkyō à Tokyo.

## Famille

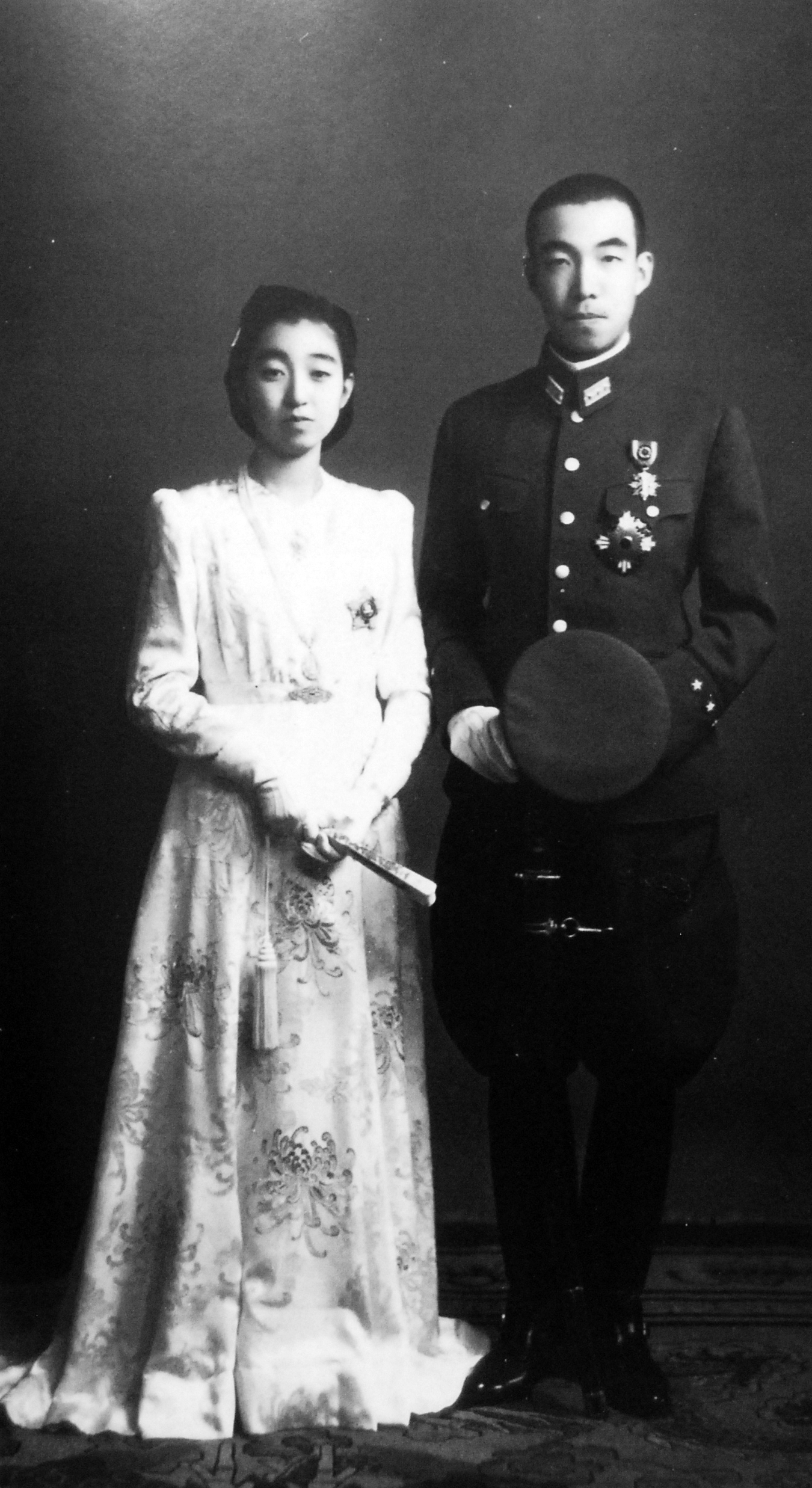
Mariage des Higashikuni, 1943

Le prince et la princesse Higashikuni ont eu cinq enfants, les trois derniers sont nés après qu'ils eurent été réduits au statut de simples citoyens :
1. Nobuhiko Higashikuni (東久邇宮 信彦王, Higashikuni-no-miya Nobuhiko-ō?) (né le 10 mars 1945 et mort le 20 mars 2019); marié en 1973 à Shimada Yoshiko, il a un fils, Yukihiko Higashikuni (né en 1974)
2. Fumiko Higashikuni (文子女王, Fumiko nyoō?, née le 23 décembre 1946); mariée à Omura Kazutoshi.
3. Hidehiko Higashikuni (東久邇 秀彦?, né le 30 juin 1949): adopté par la famille Mibu sous le nom de « Motohiro Mibu »
4. Naohiko Higashikuni (東久邇 真彦?, né en 1953); marié à Sato Kazuko, il a deux fils, Teruhiko et Mutsuhiko
5. Yuko Higashikuni (東久邇 優子?, né en 1954)

## Titres
- 6 décembre 1925 - 10 octobre 1943: Son Altesse impériale la princesse Teru
- 10 octobre 1943 - 14 octobre 1947: Son Altesse impériale la princesse Morihiro de Higashikuni
- 14 octobre 1947 - 23 juillet 1961: Madame Morihiro Higashikuni

## Galerie

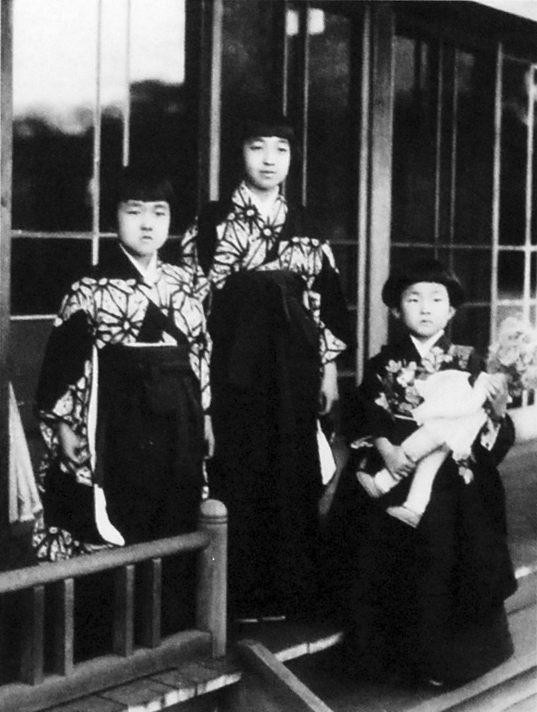
Les filles de l'empereur Shōwa.
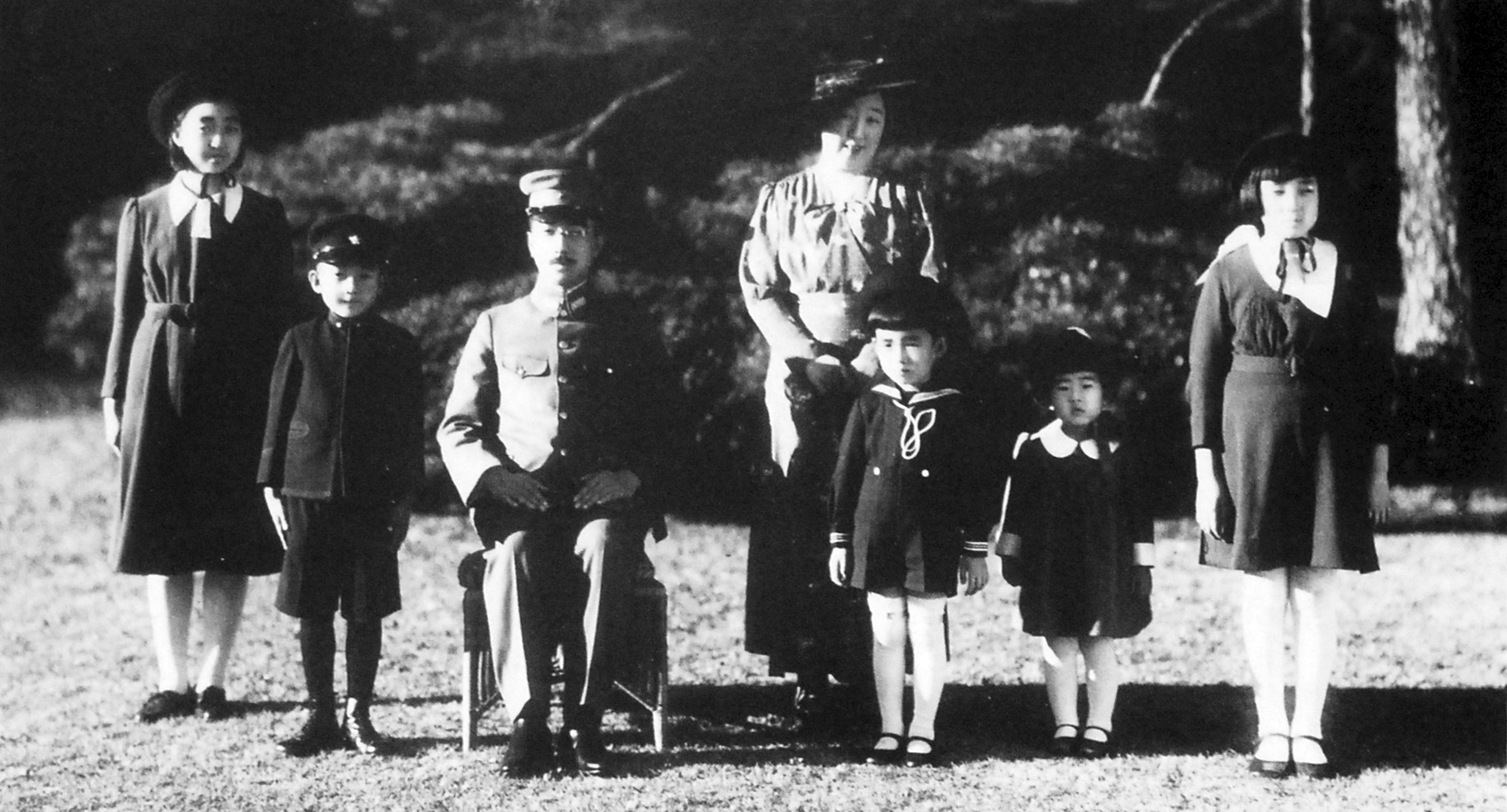
L'empereur Shōwa et sa famille (7 décembre 1941)